# Slag bij Tertry
De Slag bij Tertry was een belangrijke veldslag in het Merovingische Frankische koninkrijk tussen aan één kant Austrasië en aan de andere kant Neustrië en Bourgondië. De slag vond in 687 plaats bij Tertry (thans gelegen in de Franse regio Hauts-de-France).

## Voorgeschiedenis, verloop en gevolgen van de slag

### Voorgeschiedenis
De Austrasische hofmeier Pepijn van Herstal had in 681 vrede gesloten met zijn Neustrische tegenhanger Waratton. Hoewel het Frankische koninkrijk was verenigd onder koning Theuderik III, die in 679 in Austrasië koning was geworden, hervatten de opvolgers van Waratton na diens dood het conflict tussen Austrasië en Neustrië.

### De slag zelf
Koning Theuderik, geboren en getogen in Neustrië, en de edelen van Neustrië en Bourgondië (onder leiding van de Neustrische hofmeier Berthar), vielen Austrasië binnen. Berthar en Theuderik leden bij Tertry echter een zware nederlaag tegen de Austrasiërs.
De Austrasische overwinnaars dwongen Berthar om af te treden en Pepijn van Herstal benoemde Nordebert om uit zijn naam Neustrië en Bourgondië te besturen. Koning Theuderik III werd gedwongen de heerschappij van Pepijn van Herstal over het volledige Frankische koninkrijk te erkennen, in ruil daarvoor mocht hij als Frankische koning aanblijven.

### Gevolgen
Het gevolg van de slag was de verdere vermindering van het koninklijke Salisch Frankisch gezag, nu opnieuw een Merovingisch koning op het slagveld een beslissende nederlaag had geleden. Verder werd de suprematie van Austrasië over de rest van het Frankische koninkrijk, die zich kenmerkte door latere veroveringen in het oosten en het op het Ripuarische Aken-geconcentreerde Karolingische Rijk, versterkte, alsook het onbetwiste recht op de troon voor de Arnulfingische clan van Ripuarische oorsprong. Daarnaast was er ook het opvallende feit dat Pepijn van Herstal zichzelf de titel van "Hertog en eerste van de Franken" (Dux et princeps Francorum) toekende. En ten slotte was er de persoonlijke winst voor Pepijn, die zoals een kroniek het stelde, "daarna gedurende een periode van 27 jaar over alle Franken regeerde".

## Primaire bronnen
- Annales Sancti Amandi, Annales Labuacenses, Annales Petaviani 687 (= G.H. Pertz (ed.), Monumenta Germaniae Historica, Scriptores (in folio), I, Hannover, 1826, pp. 6-7).
- Annales Mettenses priores 687-690 (= G.H. Pertz (ed.), Monumenta Germaniae Historica, Scriptores (in folio), I, Hannover, 1826, pp. 317-318)
- Continuator Fredegarii Scholastici, Continuationes Chronicarum Fredegarii IV 5 (= B. Krusch (ed.), Monumenta Germaniae Historica, SS rer. Merov., II, Hannover, 1888, p. 171).
- Liber Historiae Francorum 48 (= B. Krusch (ed.), Monumenta Germaniae Historica, SS rer. Merov., II, Hannover, 1888, pp. 322-323).